# Acordo sobre Questões de Sucessão da Antiga República Socialista Federativa da Iugoslávia
O Acordo sobre Questões de Sucessão da Antiga República Federativa Socialista da Iugoslávia é um acordo internacional sobre a sucessão estatal partilhada da República Federativa Socialista da Iugoslávia alcançado entre as suas antigas repúblicas constituintes após a dissolução do país no início da década de 1990.
O acordo foi alcançado em 2001, após o fim das guerras iugoslavas e negociações prolongadas facilitadas pela comunidade internacional, de que existem cinco estados soberanos sucessores iguais da RSF Iugoslávia (Eslovênia, Croácia, Bósnia e Herzegovina, República da Macedônia - hoje Macedônia do Norte — e a República Federal da Iugoslávia – hoje Sérvia e Montenegro). Entrou em vigor em 2 de junho de 2004, quando o último estado sucessor (Croácia)  o ratificou. Ao contrário de alguns outros casos em que apenas um país atuaria como único estado sucessor legal (por exemplo, a Rússia no caso da antiga União Soviética), vários novos estados participaram na sucessão de estados da RSF Iugoslávia, sem que nenhum deles continuasse em pleno personalidade jurídica internacional do Estado anterior ou herdar automaticamente a adesão a instituições ou tratados multilaterais.
O acordo foi assinado como um acordo abrangente que incluía anexos sobre propriedades diplomáticas e consulares, activos e passivos financeiros, arquivos, pensões, outros direitos, interesses e responsabilidades, bem como propriedades privadas e direitos adquiridos. Em 2021, a implementação diária do Acordo continua a ser apenas parcial, com diferenças significativas em cada anexo e com desafios específicos na restituição de direitos de propriedade imobiliária entre estados para empresas e indivíduos privados (Anexo G), particularmente pronunciados na restituição de direitos de propriedade privada na Croácia.

## Prelúdio
Enquanto a Eslovênia, a Croácia, a Bósnia e Herzegovina e a República da Macedônia interpretaram a dissolução da Iugoslávia como uma substituição definitiva da antiga federação socialista iugoslava por novos estados soberanos sucessores iguais, a recém-criada RF Iugoslávia (Sérvia e Montenegro) afirmou que é o único estado legal sucessor com direito aos bens, bem como participação automática em organizações e acordos internacionais da RSF Iugoslávia. A Comissão de Arbitragem da Conferência de Paz sobre a Iugoslávia foi criada em 27 de agosto de 1991, fornecendo uma plataforma formal de negociação para as repúblicas iugoslavas, com a Comissão declarando em 29 de novembro de 1991 que a RSF Iugoslávia estava em processo de dissolução, abrindo as portas para o reconhecimento de novos estados. A Comissão recebeu o Inventário Único dos Ativos e Passivos da RSFI em 31 de Dezembro de 1990, que foi confirmado em 1993, mas foi rejeitado pela Sérvia e Montenegro após a destituição de Milan Panić. Anteriormente, em 12 de Fevereiro de 1992, a Sérvia e Montenegro concordaram em reconstituir a sua federação e em 27 de Abril de 1992 declararam a formação da República Federal da Jugoslávia como o estado directo e continuado com plena personalidade jurídica da antiga RSF Iugoslávia. Esta interpretação foi rejeitada pela Comunidade Europeia e pelos Estados Unidos, bem como quaisquer reivindicações de sucessão subsequentes por entidades subnacionais (Federação da Bósnia e Herzegovina, Republika Srpska ou República Sérvia de Krajina).
À luz do desacordo, as negociações continuaram apenas em 1995. Em 22 de Novembro de 1995, o Conselho de Segurança das Nações Unidas adoptou a Resolução 1022 do Conselho de Segurança das Nações Unidas, saudando os esforços para chegar a um acordo consensual sobre a sucessão de estados que permitirá a transferência de ativos para os novos estados.